# Hârșova
Hârșova (també s'escriu Hîrșova; pronunciat en romanès: [ˈHɨrʃova]; en búlgar: Хърсово, Harsovo) és una ciutat situada a la riba dreta del Danubi, al comtat de Constanța, al nord de la Dobruja (Romania).
El poble de Vadu Oii és administrat per la ciutat. El poble està vinculat amb la comuna de Giurgeni sobre el Danubi a través del pont Giurgeni-Vadu Oii.

## Etimologia
La relació entre el nom actual de Hârșova i el nom antic de la ciutat, Carsium ha estat durant molt de temps un tema de debat entre historiadors i lingüistes. Segons Iorgu Iordan, el nom antic es podria haver mantingut sota la influència de la paraula eslava Круш, penya-segat, roca.
El nom actual també pot derivar de l'antic déu eslau Hârs (Хърс) i del sufix eslau "-ova" i encara s'està debatent si està d'alguna manera relacionat amb el nom antic, o potser una arrel proto-indo-europea comuna relacionats amb «èxtasi" / "desig", en última instància, també relacionat amb la vèdica rta i avestan arta.

## Història
A l'antiguitat, un assentament romà anomenat Carsium, pertanyent a la província de Scythia Minor, es trobava al lloc actual de la ciutat.

El 1853, The Times of London va informar que "Hirsova"
està defensat per un castell fortificat i compta amb una guarnició de 2.000 homes. Aquest lloc el van prendre els russos el 1809 i el 1828. Tot i que és petit, té una importància considerable des de la seva posició al mateix lloc on el Berchicha torna al Danubi.... Es troba inundat en moltes parts, però té un bon pasturatge per als excel·lents cavalls que constitueixen l'única riquesa dels tàrtars que l'habiten.

## Demografia
Segons el cens del 2011, Hârșova tenia 7.476 romanesos (84,47%), 6 hongaresos (0,07%), 490 gitanos (5,54%), 829 turcs (9,37%), 9 tàtars (0,10%), 27 lipovans (0,31%), 4 altres (0,05%), 9 amb ètnia no declarada (0,10%).

## Galeria

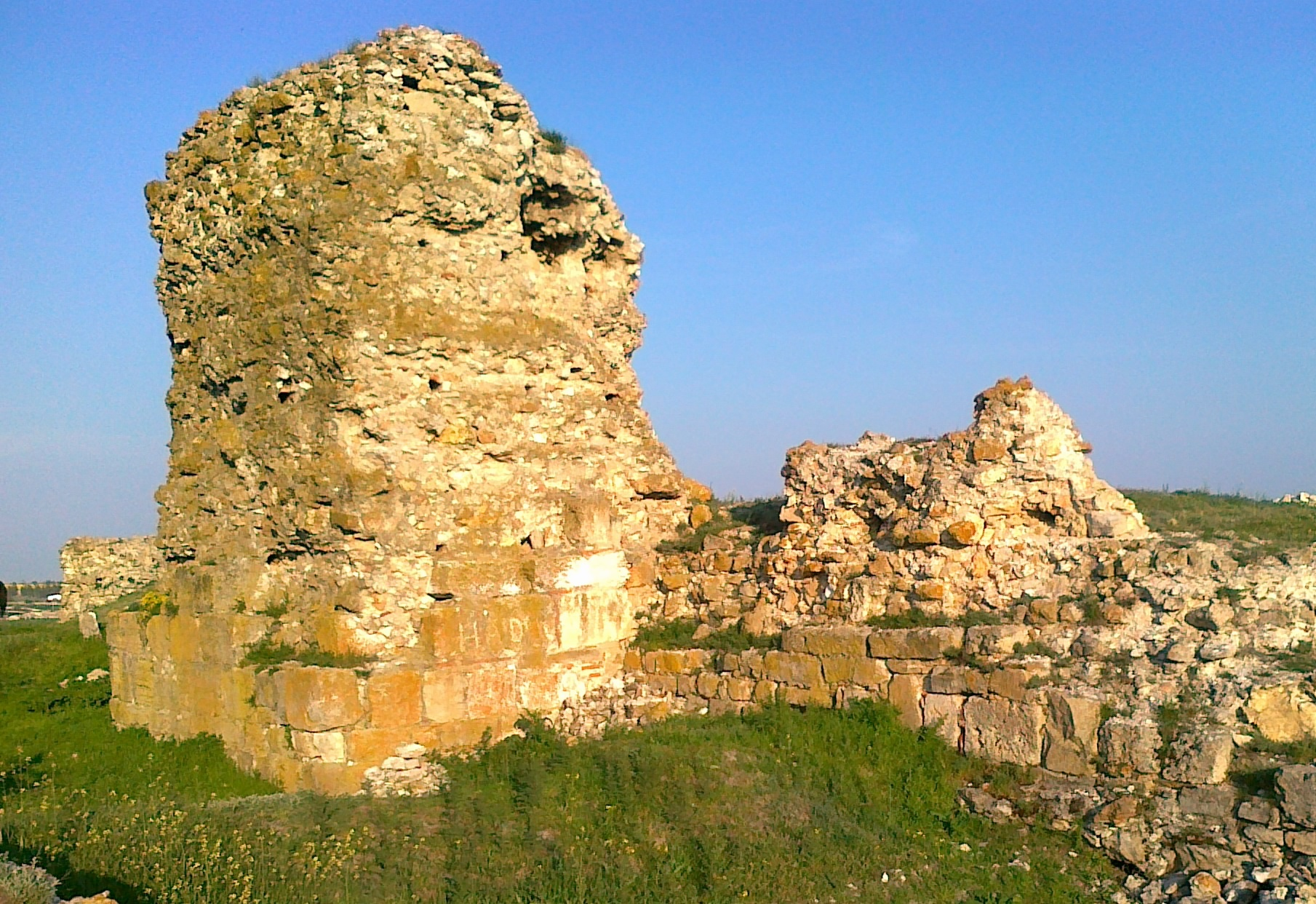
Ruïnes de Carsium
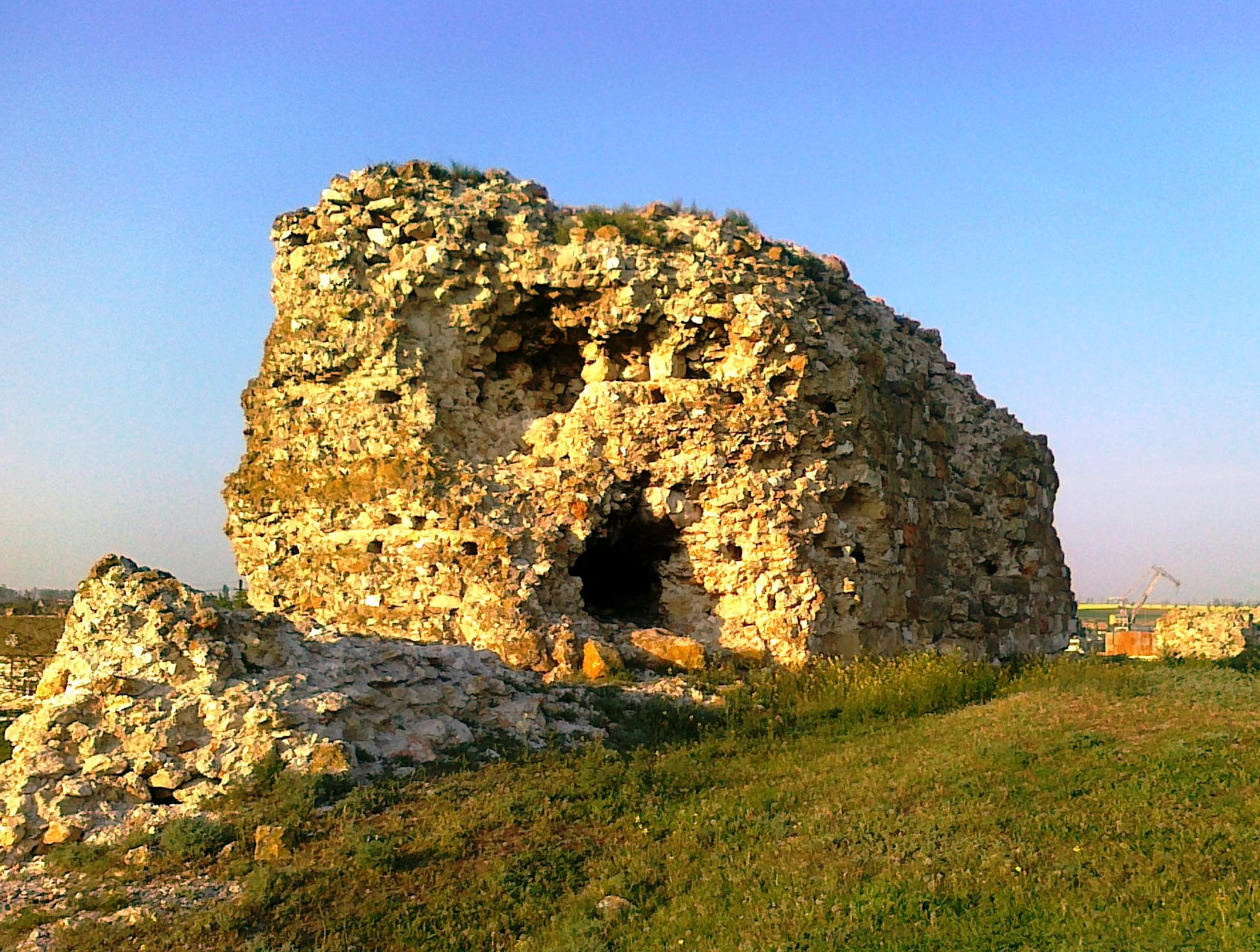
Ruïnes de Carsium
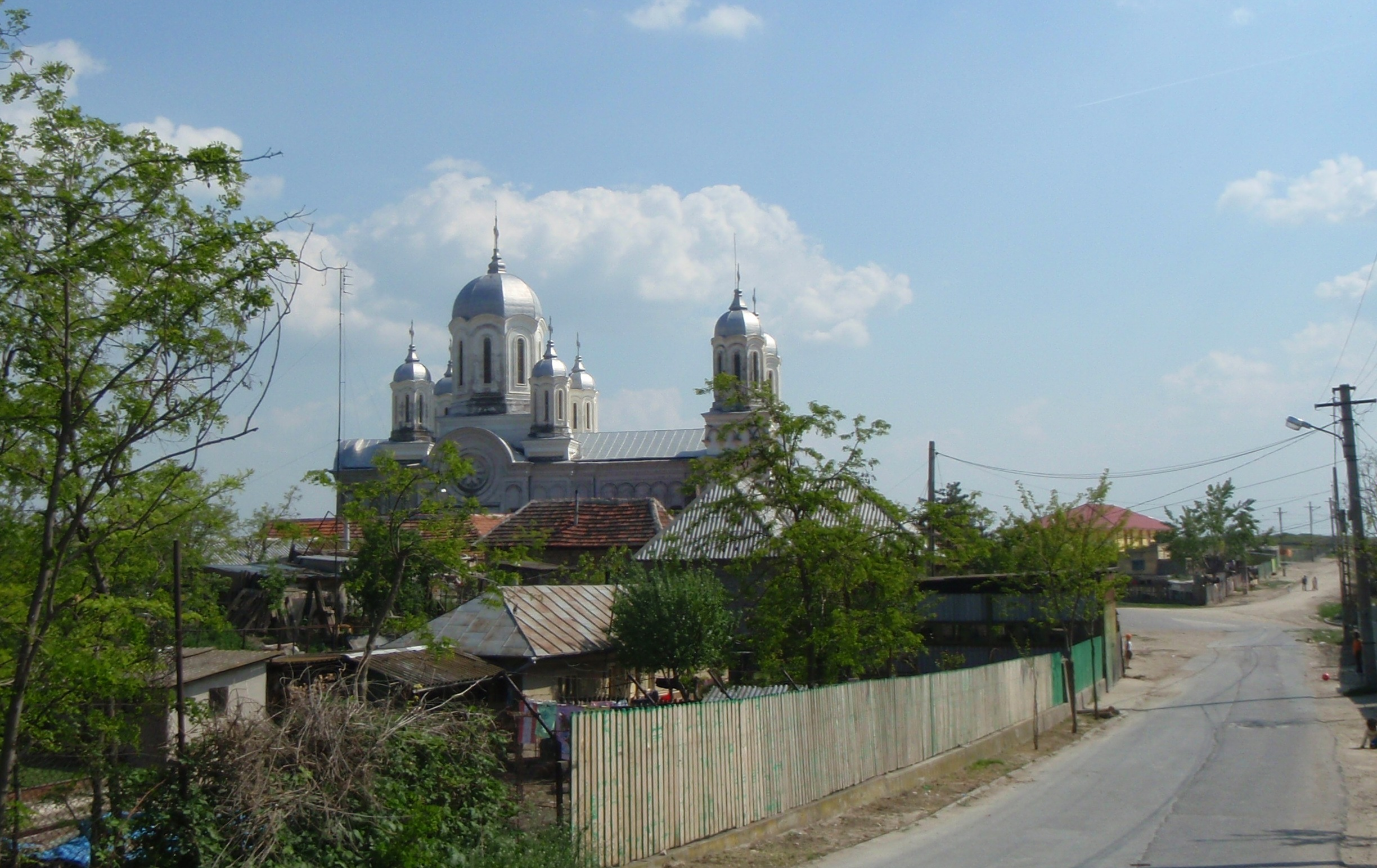
Església lipovana
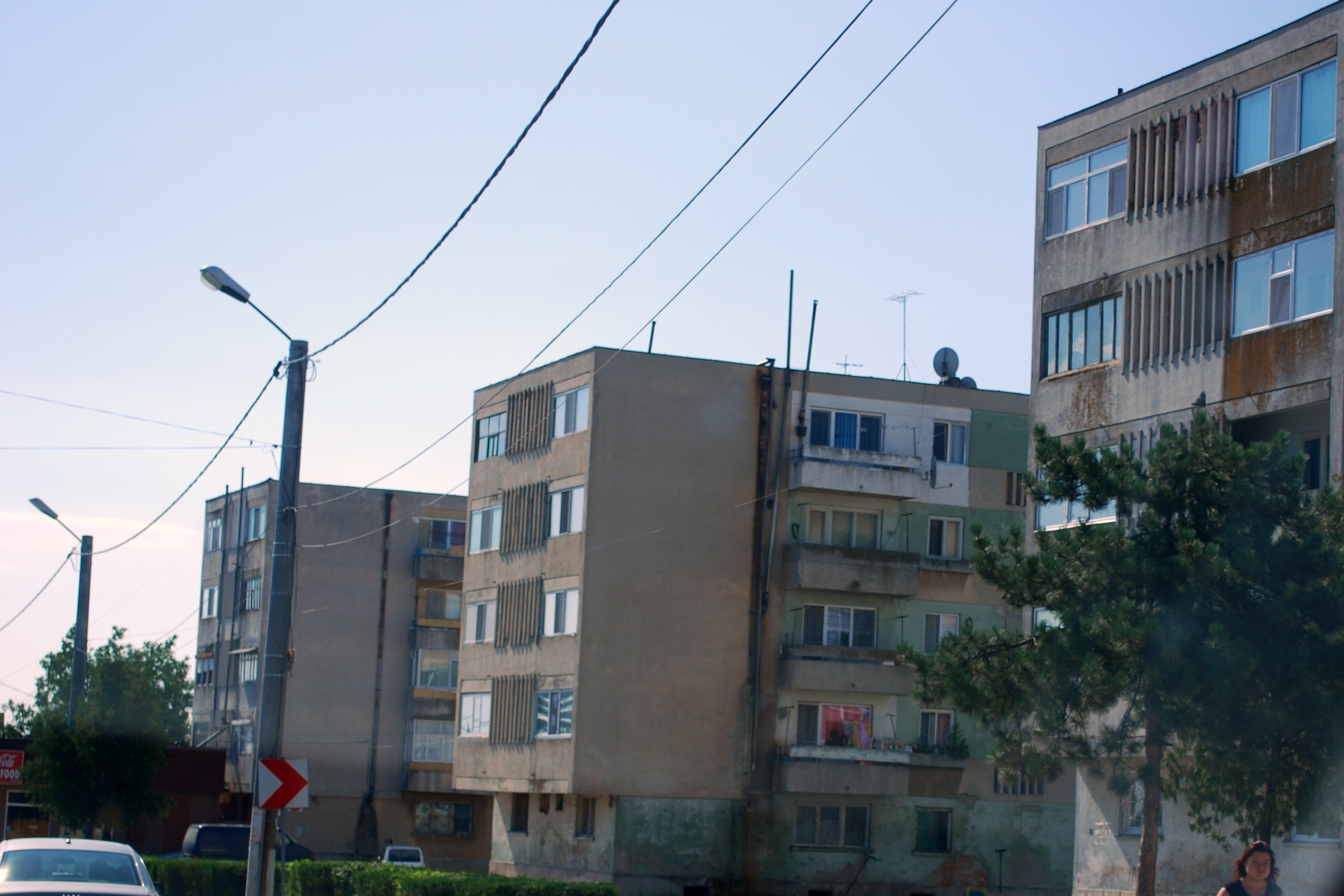
Edificis residencials a Hârșova